# Benjamín Chandía
Benjamín Andrés Chandía Miles (ur. 25 listopada 2002 w Vicuñi) – chilijski piłkarz występujący na pozycji skrzydłowego, od 2021 roku zawodnik Coquimbo Unido.